# Austin Cambridge

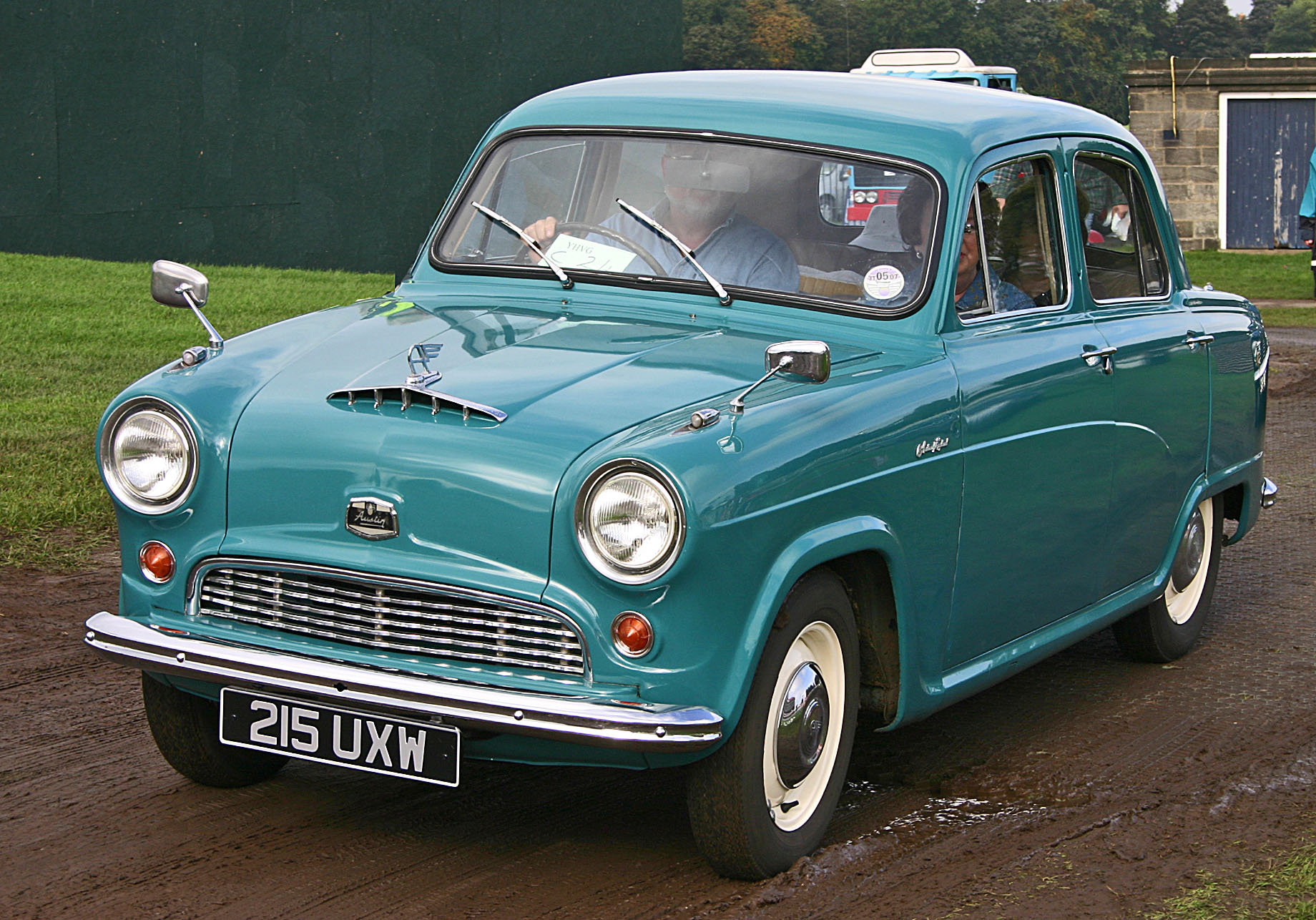
Austin A 50 Cambridge

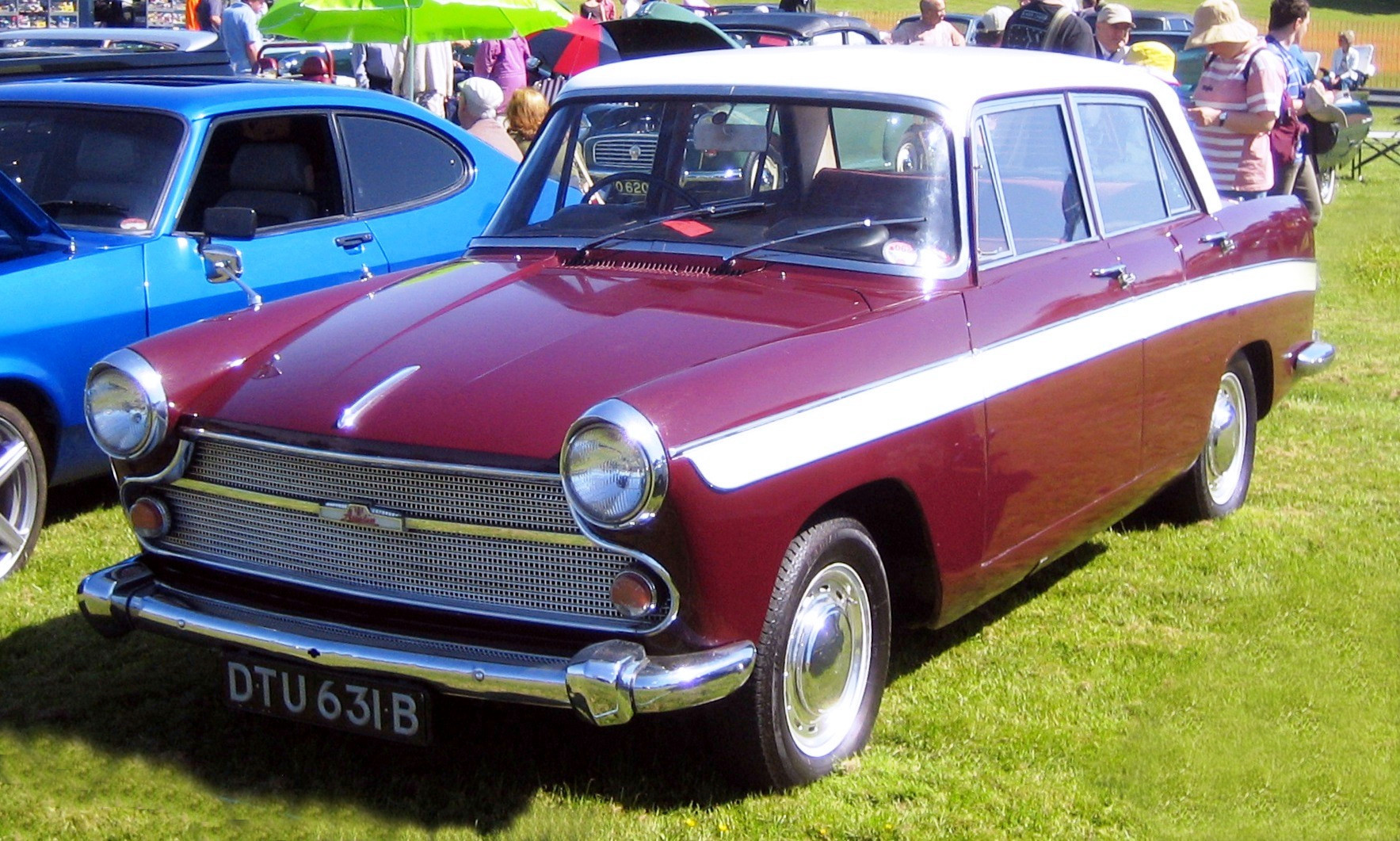
Austin A 60 Cambridge

Der Austin Cambridge war ein Mittelklasseauto, das von 1954 bis 1969 von der Austin Motor Company in Großbritannien sowie in Australien gebaut wurde. Es gab zwei Modellgenerationen, 1954 bis 1959 und 1959 bis 1969, sowie Motoren mit 1200, 1500 und 1600 cm³. Die Modelle werden wie folgt gegliedert:
- Erste Generation
  - A 40 Cambridge, 1200 cm³ (1954–1956)
  - A 50 Cambridge, 1500 cm³ (1954–1957)
  - A 55 Cambridge, modernisierte Version mit 1500 cm³ (1957–1959)

- Zweite Generation
  - A 55 Cambridge, 1500 cm³ (1959–1961)
  - A 60 Cambridge, 1600 cm³, bzw. 1500 cm³ Diesel (1961–1969)

Nur in Australien gab es von 1962 bis 1966 auch eine Sechszylinderversion des zweiten Cambridge, den Austin Freeway.